# Bülent Ecevit
Mustafa Bülent Ecevit (n. 28 mai 1925, Istanbul - d. 5 noiembrie 2006, Ankara) a fost un politician turc de origine kurdă și bosniacă, prim-ministru al Turciei de cinci ori. În anul 1974, în timpul primului său mandat de premier, partea de nord a Ciprului a fost invadată de armata turcă.
Ultima dată s-a aflat în fruntea guvernului Turciei între 1999 și 2002. Ecevit a fost cel mai de stânga prim-ministru al Turciei, fiind cel care a introdus politicile social-democrate în spațiul turc, îmbinându-le cu kemalismul.